# Hedvig Jagellonica av Polen (1408–1431)
För prinsessan som levde 1457–1502, se Hedvig Jagellonica. För prinsessan som levde 1513–1573, se Hedwig av Polen.
Hedvig Jagellonica, polska: Jadwiga Jagiellonka, litauiska: Jadvyga Jogailaitė, född 8 april 1408 i Kraków, död 8 december 1431 i Kraków, var en polsk-litauisk prinsessa och medlem av den jagellonska dynastin. Hon var det enda barnet i Vladislav II:s andra äktenskap med Anna av Celje, och var fram till halvbrodern Vladislav III:s födelse 1424 betraktad som trolig tronföljare.

## Biografi
Hedvig var det enda barnet i Vladislav II Jagiello av Polens andra äktenskap med Anna av Celje, och var fram till halvbrodern Vladislav III:s födelse 1424 sedd som trolig tronföljare. Hon härstammade genom sin mormor, prinsessan Anna av Polen, från Kasimir III av Polen och Polens gamla kungahus, huset Piast. Genom hennes föräldrars äktenskap 1402 kunde Vladislav II åter legitimera sin regering som kung av Polen efter att hans första hustru Hedvig av Polen, som var regerande drottning i eget namn, avlidit. Efter att den enda dottern i Vladislav II och Annas äktenskap fötts uppkallades hon efter drottning Hedvig. 
När inga ytterligare barn föddes inom föräldrarnas äktenskap utropade en sammankomst i Jedlnia 1413 Hedvig till tronföljare. Hennes mor drottning Anna avled 1416 och Hedvig kom att därefter uppfostras av sina styvmödrar. År 1417 gifte Vladislav II Jagiello om sig med änkan Elisabet av Pilica. Detta äktenskap blev barnlöst. Efter Elisabets död 1420 kom dock Vladislav II att gifta om sig ytterligare en gång 1422 med Sofia av Halshany.
Fram till halvbrodern Vladislav III:s födelse 1424 var Hedvigs giftermålsplaner centrala i Polens politik eftersom hennes framtida make troligen skulle bli kung av Polen efter Vladislav II Jagiellos död. 1419 förhandlade Vladislav II i Czerwińsk nad Wisłą med den svensk-norsk-danske kungen Erik av Pommern om en allians mot Tyska orden, och i detta sammanhang kom även Erik att föreslå att Hedvig skulle giftas bort med Eriks kusin och arvtagare hertig Bogislav IX av Pommern, som vid detta tillfälle var omkring nio år. Den planerade alliansen mellan Kalmarunionen, hertigdömet Pommern och Polen-Litauen kom dock aldrig att bli av.
Den 12 april 1421 förlovades Hedvig med markgreve Fredrik II av Brandenburg, som var andre son till kurfurst Fredrik I av Brandenburg. Fredrik I sökte en polsk allians i sin långa konflikt med Pommern. Enligt avtalet skulle giftermålet ske när Fredrik II fyllde 14 år 1427, och efter fem års äktenskap skulle han även upptas i den polska tronföljden som framtida kung av Polen och storhertig av Litauen. Fredrik II skulle därför när han var tillräckligt gammal snarast möjligt flytta till det polska hovet för att bekanta sig med landets språk och seder. 
När äktenskapet mellan Vladislav II Jagiello och Sofia av Halshany ingicks 1422 kom Fredrik I att se Hedvigs styvmor Sofia som ett hot mot sonens intressen, och skickade Fredrik II till Kraków för att leva hos fästmön vid det polska hovet. Den politiska spänningen ökade då Brandenburg inte ingrep på Polens sida i Golubkriget mot Tyska orden. Den tysk-romerske kejsaren Sigismund av Ungern försökte avstyra äktenskapet samtidigt som den skandinaviske kungen Erik av Pommern åter föreslog en polsk-skandinavisk-pommersk allians mot Brandenburg. Trots politiska påtryckningar valde dock Vladislav II Jagiello att inte bryta förlovningen. Storhertig Vytautas av Litauen, som befarade ett mordförsök mot Fredrik II, tog honom 1424 från hovet i Kraków till Litauen.
I oktober 1424 föddes Sofia av Halshanys och Vladislav II:s son, tronföljaren Vladislav III. Fredrik I var fortsatt angelägen om att driva igenom äktenskapet mellan Fredrik II och Hedvig. Äktenskapet stöddes även av de polska adelsmän som stödde den brandenburgska alliansen. Till stöd för Hedvig anfördes att hon till skillnad från Vladislav III härstammade från huset Piast. Efter att hennes mormor Anna av Polen avled 1425 stod hon dock utan stöd från sina närmaste släktingar i maktkampen med styvmodern. Äktenskapet med Fredrik II sköts upp med hänvisning till olösta arvsfrågor.
Hedvig avled i december 1431 efter att ha lidit av en okänd sjukdom i omkring ett år. Hon begravdes i Wawelkatedralen. Drottning Sofia omgavs senare av rykten om att hon låtit förgifta Hedvig, vilket hon bestred. Fästmannen Fredrik II, den blivande kurfursten av Brandenburg, drabbades hårt av Hedvigs död och gifte sig först 1441 med Katarina av Sachsen.